# تپه شهر سوخته ۱۹
تپه شهر سوخته ۱۹ مربوط به هزاره سوم و ۲ قم است و در شهرستان زابل، ۹/۳ کیلومتری شمال شرق پایگاه شهر سوخته واقع شده و این اثر در تاریخ ۲۴ اسفند ۱۳۸۳ با شمارهٔ ثبت ۱۱۴۸۷ به‌عنوان یکی از آثار ملی ایران به ثبت رسیده است.